# Olja Ivanjicki
Olja Ivanjicki (en cyrillique : Оља Ивањицки ; née le 5 octobre 1931 à Pančevo et morte le 24 juin 2009 à Belgrade) est une artiste contemporain serbe.
Elle œuvre dans différents domaines : sculpture, poésie, mode, architecture, mais surtout peinture.

## Biographie
Elle est la fille de Vassili Vasilenko Ivanjicki et Veronika Mihailovna Piotrovska, des Russes expulsés de leur pays après la révolution d'Octobre.
Olja Ivanjicki est une figure du groupe d'artistes Mediala, fondé en 1959 par des peintres, des écrivains et des architectes. Ce groupe a un impact notable dans la vie publique et culturelle de Belgrade. Ivanjicki est la seule femme peintre du groupe. Elle remporte une bourse d'études de la Fondation Ford en 1962, et émigre aux États-Unis. 
Elle y est initiée le pop art, un courant qu'elle introduit dans son pays à son retour à Belgrade.